# La ballata di Big Al

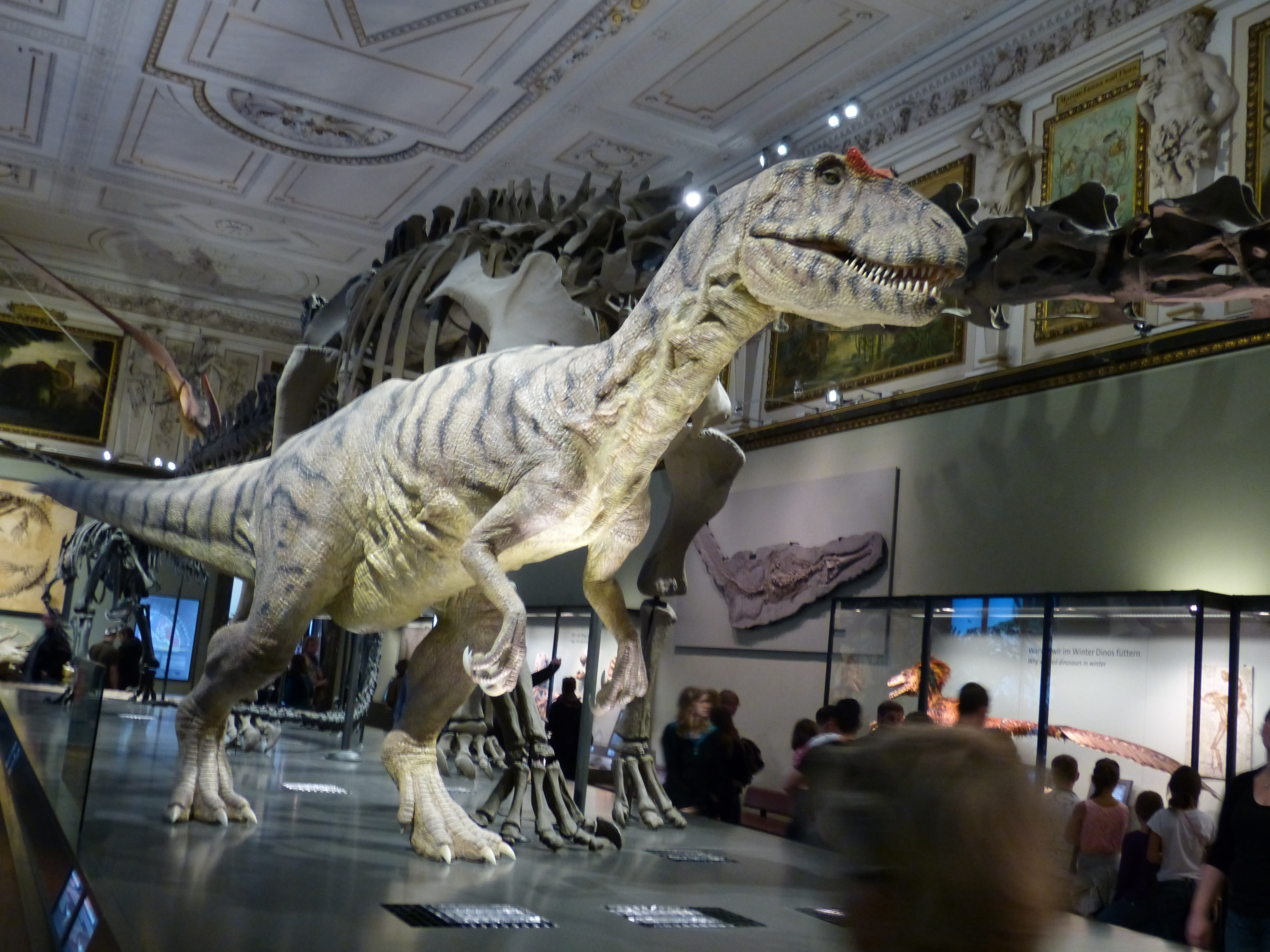
Ricostruzione di Allosaurus, simile a come appare nel documentario

La ballata di Big Al (in originale The Ballad of Big Al e distribuito nel mercato nordamericano anche come Allosaurus: a Walking with Dinosaurs Special) è uno speciale televisivo documentario della BBC, trasmesso in occasione delle festività natalizie del 2000, come sequel e spin-off della serie documentaristica Nel mondo dei dinosauri, e della saga di Walking with....
Attraverso animazioni al computer e animatronica, la trama si concentra sulla vita di Big Al, un giovane esemplare di Allosaurus (A.fragilis), raccontando la sua vita tra pericoli e sopravvivenza che si concluderà con la sua morte. La sua storia si interseca con quella dei paleontologi che scoprirono i suoi fossili nel 1991, in Wyoming.
In Italia venne pubblicato in formato VHS in allegato alla rivista "TV, Sorrisi e Canzoni", ed anni dopo anche in edizione DVD, edita invece dalla Cinehollywood, con il titolo "Il Mondo di Al".

## Trama

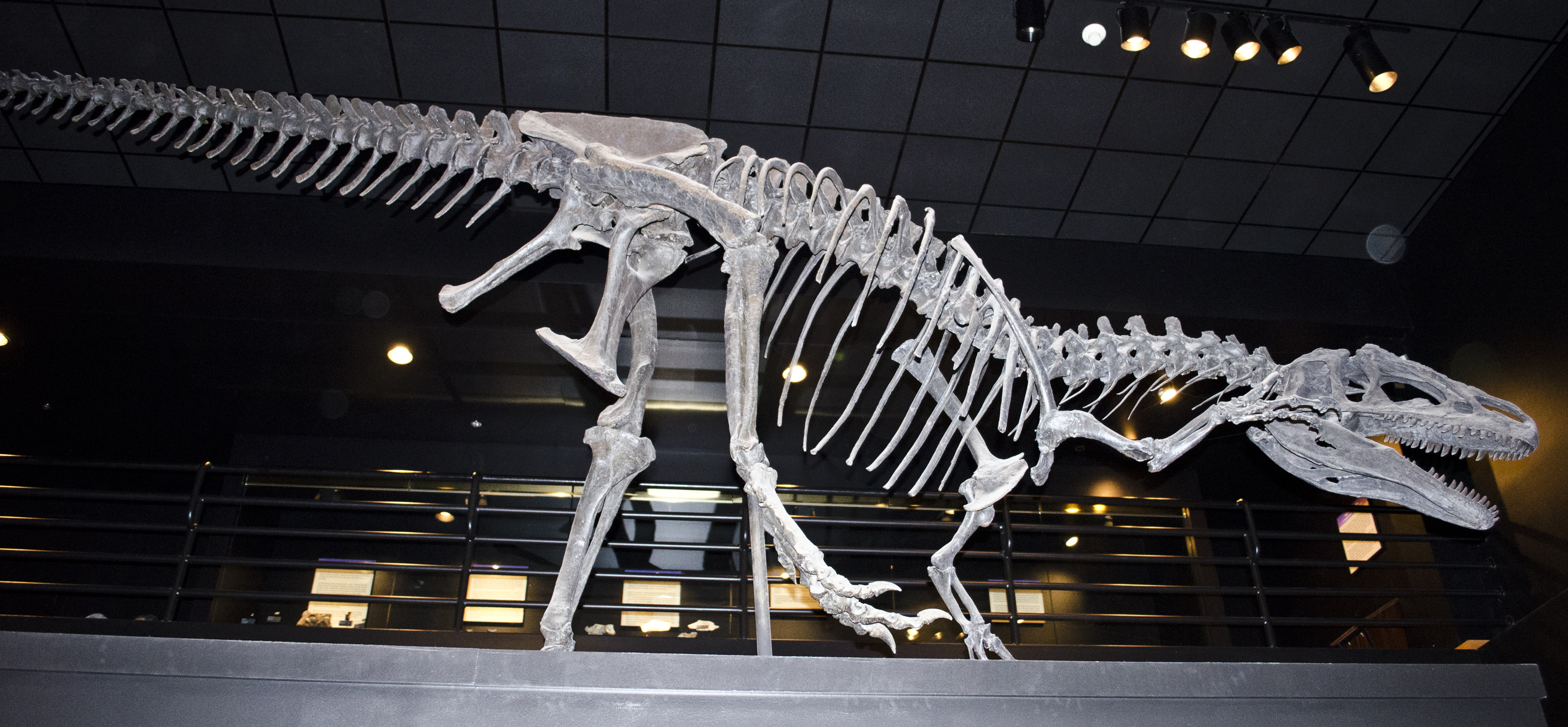
Lo scheletro di "Big Al", lAllosaurus protagonista del documentario, esposto al Museum of the Rockies.

Big Al è un giovane allosauro che, nel corso della sua movimentata vita, subì numerosi incidenti e fratture e morì ancor prima di diventare adulto.
La trama narra tutta la sua vita, fin dal suo primo giorno di vita. Al richiamo dei piccoli, sua madre lo libera con l'artiglio assieme agli altri suoi fratellini dal nido e iniziando così a proteggerli. Fin da subito, Al si dimostra un cucciolo vivace e temerario, dotato di uno spiccato istinto predatorio e si diverte a cacciare insetti. Ma ben presto imparerà a nascondersi e a scappare ogni volta che la madre va a caccia per non restare vittima dei predatori, infatti un allosauro di un anno attacca e uccide uno dei cuccioli (fortunatamente la vittima non è Al) poco prima dell'arrivo della madre. Due anni dopo, Al è lungo 3 metri e adesso caccia piccoli dinosauri: tentando senza successo di mangiare un gruppo di driosauri, impara a tendere agguati. Ha inoltre imparato a evitare le pozze di catrame, assistendo ad una scena in cui la carcassa di uno Stegosauro morto, che giaceva nelle sabbie mobili insieme a un altro allosauro (attirato dalla carogna per mangiarla), ha attirato una femmina di allosauro che si avvicina alla carcassa per nutrirsene, rimanendo però bloccata e condannata alla morte, mentre Al si allontana altrove. Man mano che gli anni passano, lo si vedrà crescere e cacciare prede sempre più grandi. Riesce anche ad entrare in un gruppo di altri suoi simili, con cui riesce anche ad abbattere un Diplodoco, ricavandone cibo sufficiente per un mese. Passano ancora gli anni e comincia per lui la prima stagione degli amori: cerca subito di convincere una femmina, ma la sua inesperienza si fa subito notare, e il giovane allosauro viene cacciato malamente da quest'ultima. Al è stato fortunato: ha una zampa fratturata, un artiglio strappato e le costole rotte, ma è riuscito a impedire alla femmina di squarciargli la gola.
Verso il finale, vediamo poi che incredibilmente Al è quasi completamente guarito (le sue fratture si sono pienamente risaldate, anche se la zampa non è ancora completamente guarita) e continua a nutrirsi di carne ogni volta che trova delle carcasse, ma ha bisogno di carne fresca e così cerca costantemente delle prede fino al momento fatidico: Big Al, cacciando alcuni driosauri, inciampa rovinosamente su un grosso tronco caduto proprio mentre stava correndo e si ferisce seriamente. Ora è in brutte condizioni, perché non può più correre e quindi cacciare è per lui un'impresa, a causa di un'infezione sul dito centrale della zampa posteriore degenerata in una setticemia ormai diffusasi in tutto il corpo. Finirà la sua vita nella valle sul letto del fiume, a causa della sete diventata opprimente per il prolungarsi della stagione secca. All'arrivo delle piogge, il suo corpo verrà ricoperto e ben conservato dalle acque del fiume e sarà ritrovato 145 milioni di anni dopo dai paleontologi.
Dinosauri e altre creature presenti:
- Allosaurus
- Apatosaurus
- Dryosaurus
- Stegosaurus
- Brachiosaurus
- Ornitholestes
- Othnielia
- Anurognathus
- Diplodocus
- Rospo
- Iguana
- Axolotl
- Libellula
- Scorpione

## Riconoscimenti
Ai Primetime Emmy Awards del 2001 lo speciale venne riconosciuto miglior programma animato, vincendo anche il premio per il miglior montaggio sonoro per un programma non-fiction e venendo nominato nella categoria migliori effetti speciali televisivi per una miniserie, film o speciale televisivo.